# ممدوح الرشيدي
ممدوح عبد الرزاق الرشيدي لاعب كرة قدم سعودي يلعب في نادي الأسياح.
لعب في نادي النجمة و نادي الوطني و نادي الأسياح .